# Моторный привод (фото)

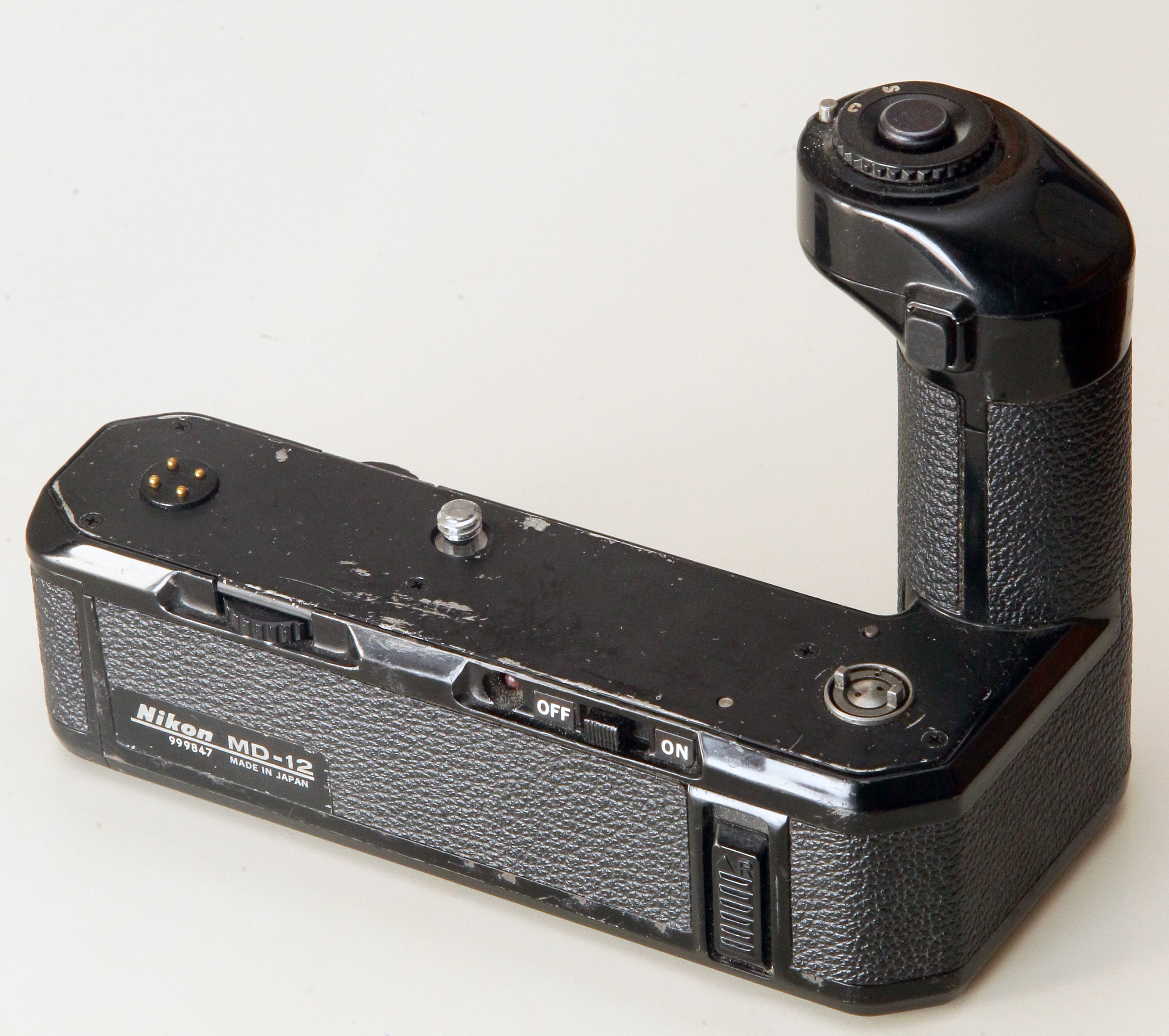
Приставной электропривод Nikon MD12 для «компактного» семейства камер Nikon FM/FE/FA. На верхней крышке корпуса расположены контакты (слева), винт крепления к штативному гнезду фотоаппарата и полумуфта соединения с механизмом взвода. На ручке сверху находится кнопка электроспуска с кольцевым селектором режима протяжки Single/Continuous

Мото́рный при́вод, реже Ва́йндер — механизм, предназначенный для автоматического взвода затвора фотоаппарата и перемещения фотоплёнки на следующий кадр. Такое устройство повышает оперативность съёмки по сравнению с ручным взводом и даёт возможность фиксации последовательных фаз движения для выбора наиболее эффектной. Первые моторные приводы были приставными и выполнялись как отдельное устройство, закрепляемое снизу фотоаппарата при помощи штативной гайки, и соединявшееся с ним через механическую муфту.
Моторные приводы выпускались, главным образом для малоформатных фотоаппаратов, получивших в середине XX века наибольшее распространение в профессиональной фотожурналистике, однако отдельные модели разрабатывались и для среднеформатных камер.

## Эволюция автоматического взвода

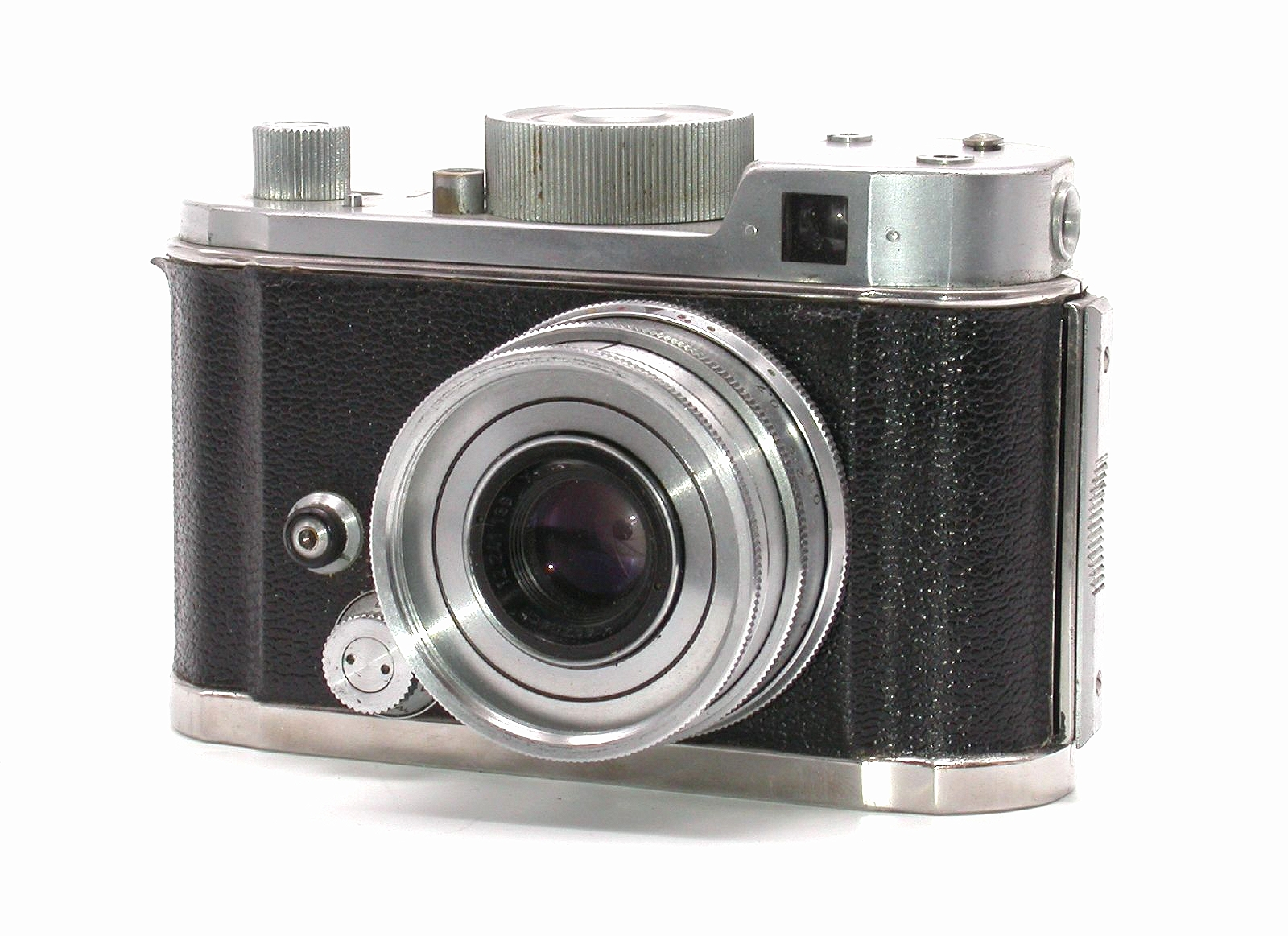
Фотоаппарат «Robot»
с пружинным приводом. 1934 год

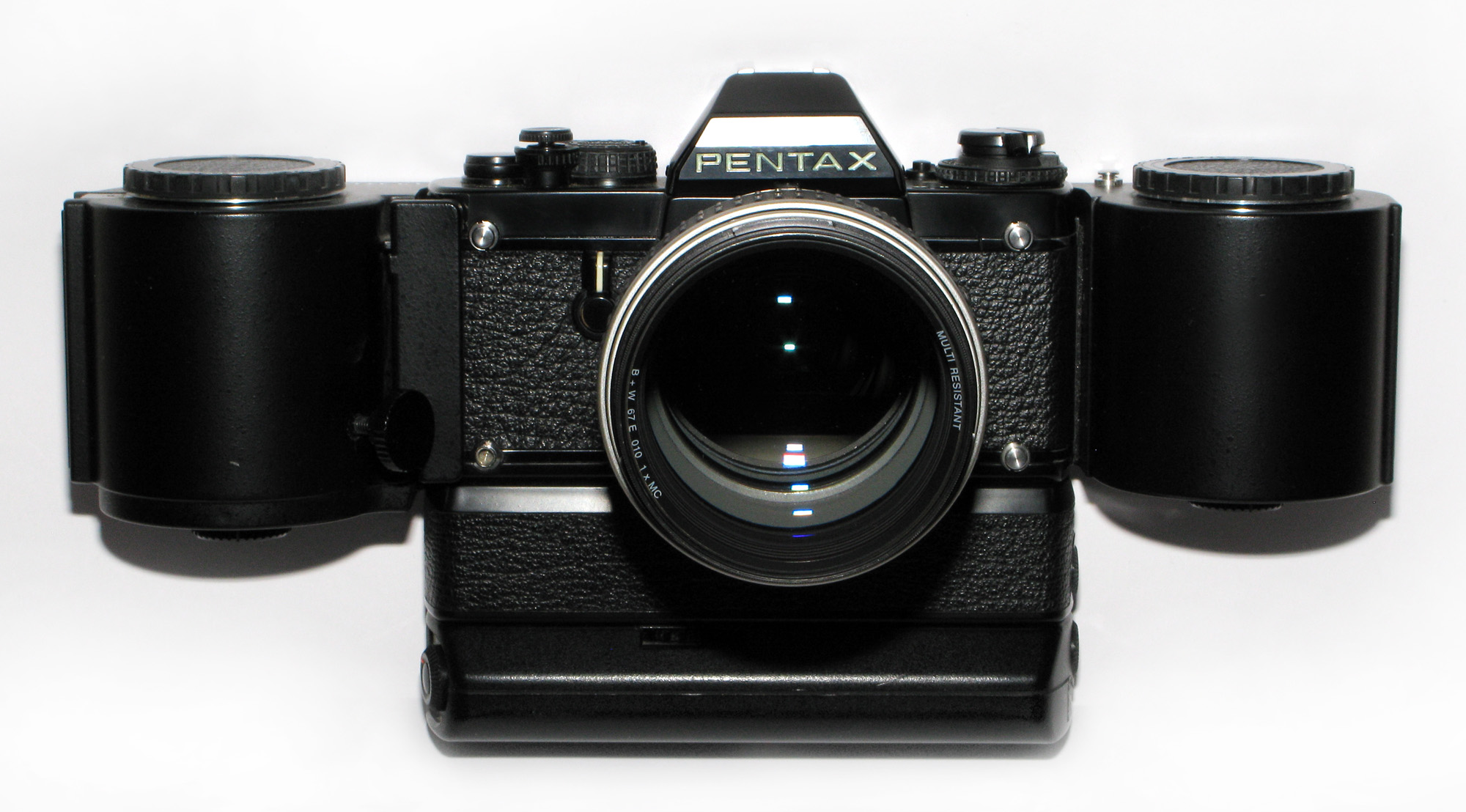
Фотоаппарат «Pentax LX» с электроприводом и кассетой на 250 кадров

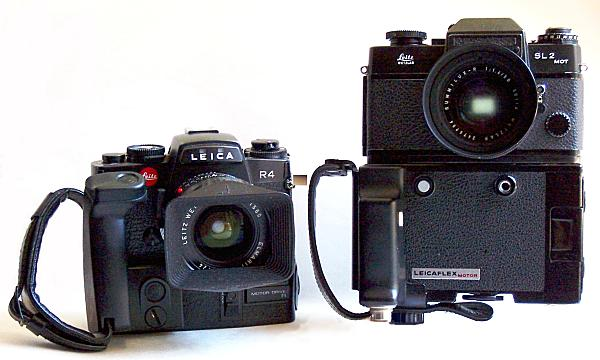
Фотоаппараты «Leica R4» (слева) и «Leicaflex SL2 Mot» с электроприводами

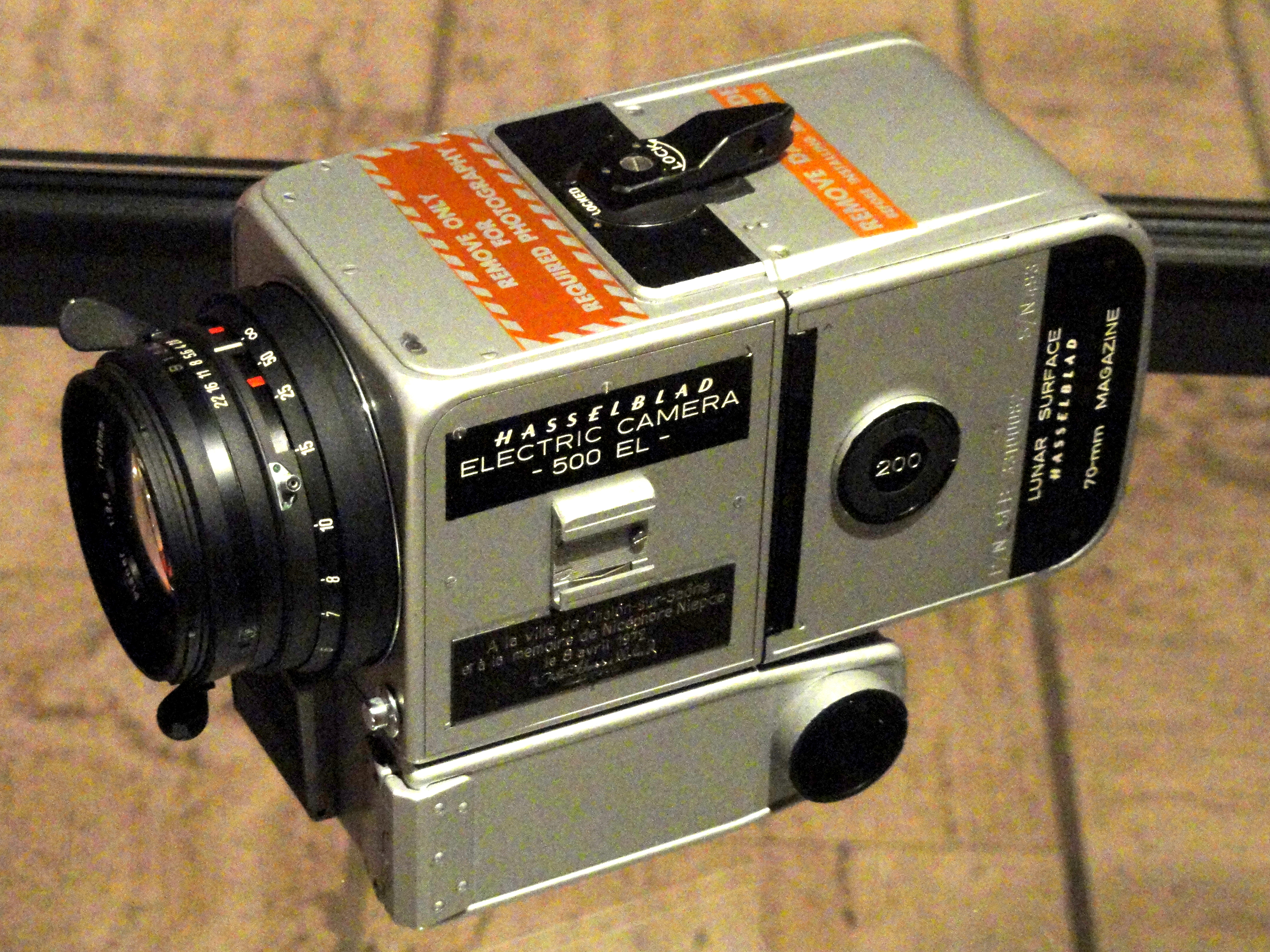
Фотоаппарат Hasselblad 500EL с электроприводом, разработанный для американской лунной программы

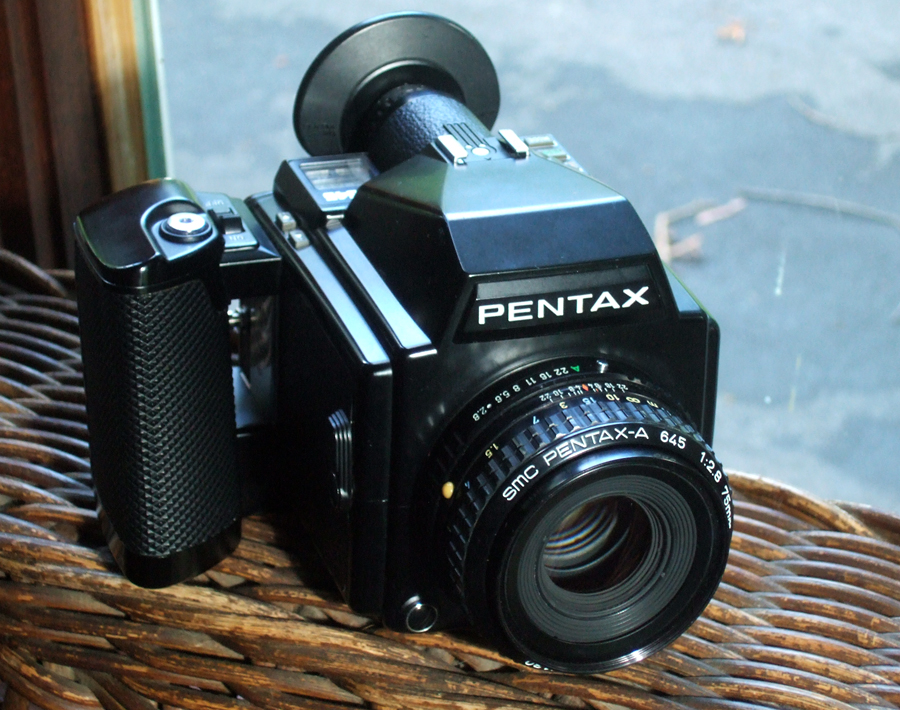
Среднеформатная камера Pentax 645 со встроенным электроприводом

Устройства, пригодные для серийной фотосъёмки, появились в период развития хронофотографии. Первым из таких приспособлений можно считать установку из 12 кабин с фотоаппаратами для съёмки бегущей лошади, созданную Эдвардом Мэйбриджем в 1874 году. В компактном виде подобная технология впервые реализована Этьеном-Жюлем Марэ, создавшим в 1882 году фоторужьё, снимающее до 10 кадров в секунду на вращающуюся фотопластинку. Дальнейшее развитие хронофотографии привело к созданию кинематографа, но совершенствование фоторепортажа и спортивной фотографии заставляло разработчиков обычных фотоаппаратов задумываться о повышении оперативности съёмки. Такие возможности появились с распространением рулонных фотоматериалов, и особенно 35-мм киноплёнки, ставшей основой для целого класса малоформатной аппаратуры.

### Пружинная протяжка плёнки
Первые приводы для автоматической протяжки плёнки были механическими и работали от заводной пружины. Приставные пружинные вайндеры «Leica MOOLY» начали выпускать для малоформатных фотоаппаратов «Leica III» ещё до начала Второй мировой войны. В 1936 году для этой камеры появился даже вайндер «Leica OOFRC» с дистанционным спуском. Наибольшую известность из-за приспособленности к серийной и автоматической съёмке получили фотоаппараты серии «Robot» с квадратным кадром 24×24 мм на 35-мм киноплёнке. В 1934 году в Германии начат выпуск первой модели «Robot 1» со встроенным пружинным приводом, протягивавшим плёнку со скоростью до 4 кадров в секунду. Фотоаппараты с пружинным приводом оказались хорошо приспособлены для скрытной съёмки, и быстро были приняты на вооружение спецслужбами. В СССР в 1948 году конструкторской лабораторией КГБ разработан полуформатный спецфотоаппарат «Аякс-8» с таким же приводом. Пять лет спустя по аналогичному принципу построен и «гражданский» дальномерный фотоаппарат «Ленинград» с малоформатным кадром. В 1958 году самым энергоёмким пружинным приводом обладал немецкий фотоаппарат «Robot Star 50», протягивавший от одного завода 50 кадров квадратного формата. Любительские шкальные камеры «ЛОМО-135ВС» и «ЛОМО-135М» середины 1970-х годов оснащались такими же приводами, протягивавшими до 10 кадров от одного завода.

### Приставные электроприводы
Широкое распространение автоматической протяжки началось после появления достаточно компактных источников питания и миниатюрных электродвигателей. Впервые приставной электропривод MOOEV был разработан для репортёрской версии фотоаппарата Leica 250 в конце 1930-х годов. Часть этих камер поставлялась в «Люфтваффе», где автоматическая протяжка плёнки с дистанционным электроспуском позволяли лётчикам вести фоторазведку, не отвлекаясь от управления. Большинство аэрофотоаппаратов начали оснащать электроприводом ещё до войны, освободив экипаж от необходимости ручного взвода. Гражданское применение электропривода сдерживалось весом батарей необходимой ёмкости, и впервые реализовано в 1953 году для зеркальной Praktina FX. Следующим в 1957 году стал японский дальномерный «Nikon SP». Первые устройства такого типа оснащались внешним блоком питания из-за отсутствия компактных источников нужной ёмкости. Сами приводы выполнялись съёмными из-за большого веса и шумности. Кроме того, в те годы почти все фотоаппараты были механическими и сохраняли возможность ручного взвода затвора курком при работе без мотора и электропитания. Это давало возможность отключать мотор в ситуациях, когда его шум недопустим. Благодаря наличию электромагнитного спуска в большинстве моторных приводов, их применение позволяло дистанционно запускать съёмку по проводам или радиопередатчику без ограничения количества снятых кадров. 
С миниатюризацией электродвигателей и источников питания связано появление любительской разновидности электропривода — вайндера. Этот тип привода отличался отсутствием электроспуска и, как следствие — невозможностью серийной съёмки и дистанционного управления. Вайндеры обеспечивали сравнительно невысокую скорость 1,5—2 кадра в секунду в покадровом режиме против серийной съёмки моторов с частотой 3—6 кадров в секунду. Фотограф мог в зависимости от задачи и возможностей использовать лёгкий вайндер или дорогой скоростной мотор, выпускавшиеся для одного и того же типа фотоаппарата. Некоторые системные камеры могли оснащаться 3—5 различными типами разработанных специально для этой модели вайндеров и моторов. Универсальных стандартов крепления моторных приводов не существовало. Приставные моторы и вайндеры выпускались для конкретных моделей или линеек фотоаппаратов и были редко взаимозаменяемы из-за несовпадения размеров и механических характеристик. Одно из редких исключений — моторный привод Nikon MD-12, пригодный для целой линейки камер Nikon: FM, FE, FA, FM2, FE2, а также FM3A. Максимальная скорость протяжки при серийной съёмке у профессиональных моторов могла достигать 5—6 кадров в секунду. Первыми сверхскоростными фотоаппаратами в 1972 году стали Nikon F High Speed снимавший до 7 кадров в секунду с модифицированным мотором F36, и Canon F-1 High Speed с неподвижным полупрозрачным зеркалом и максимальной частотой 9 кадров в секунду. Спустя 12 лет рекордная скорость съёмки до 14 кадров в секунду была достигнута в фотоаппарате Canon New F-1 High Speed также с неподвижным зеркалом.

### Встроенный мотор
В 1979 году на рынке появилась первая «зеркалка» Konica FS-1 без курка и с электроприводом, встроенным в корпус фотоаппарата. Так был дан старт новой тенденции отказа от приставных моторов в любительских камерах и камерах среднего класса. Это было вызвано массовым внедрением электромеханических затворов, которые без батарей также неработоспособны или отрабатывают единственную выдержку. Привод начали встраивать непосредственно в фотоаппарат, одновременно убрав курок ручного взвода. Это упрощало и удешевляло механику камеры, сделав автовзвод доступным даже в «мыльницах». 
Такие фотоаппараты могли работать только от встроенного мотора, лишившись возможности взвода затвора без батарей. До конца 1980-х большинство профессиональных фотоаппаратов выпускались с приставными моторами, сохраняя механизм ручного взвода и возможность работы без электропитания. Однако, уже в 1988 году в профессиональной модели F4 корпорация Nikon установила встроенный моторный привод, исключив из кинематики взводной курок (однако, оставив рулетку ручной обратной перемотки). Примерно в это же время все производители фотоаппаратуры стали полностью отказываться от ручного взвода, сохранявшего работоспособность фотоаппарата без элементов питания. Своё применение нашли батарейные рукоятки, иногда называвшиеся в обиходе «бустерами» (англ. Power Drive Booster). Такие рукоятки позволяли размещать дополнительные батареи, «разгоняя» встроенный мотор и увеличивая ресурс питания.
Из советских серийных камер с приставным вайндером могли работать только фотоаппараты «Алмаз-103» и «ЛОМО Компакт-Автомат», однако полноценное производство моторов для них так и не было развёрнуто, они существовали только в опытных разработках. Единственным массовым типом камеры со встроенным электроприводом в СССР был «Зенит-5», выпущенный в 1960-х годах в количестве 11 616 штук. После этого советская промышленность серийно не выпускала моторных приводов для фотоаппаратов общего назначения. Автоматический перевод плёнки применялся в аэрофотоаппаратах (например, «ФКП-2» с электроприводом и электроспуском) и других специальных камерах.
В 2000-х годах в России встроенным мотором оснащался «Зенит-КМ» (2001—2005) и компактные фотоаппараты «Зенит» («Зенит-510», «Зенит-520», «Зенит-610», «Зенит-620», 2002—2002).

## Устройство
Моторный привод фотоаппарата состоит из металлического или пластмассового корпуса, в котором размещаются электродвигатель и передаточный механизм. Химические батареи первых моторов размещались в отдельном блоке питания, выносном или присоединявшемся непосредственно к корпусу привода. Миниатюризация электродвигателей и повышение компактности источников питания позволили в дальнейшем размещать их в общем корпусе. Моторы для механических камер оснащались электромагнитным спуском, приводящим в действие затвор через специальный толкатель, дублирующий спусковую кнопку фотоаппарата. Поэтому, большинство моторов имели специальный электрический разъём для подключения кабеля дистанционного запуска. Все моторные приводы оснащались автоматикой остановки по окончании ролика плёнки, которая срабатывала при возрастании усилия протяжки выше определённого порога. 
Моторные приводы профессиональных фотоаппаратов кроме взвода затвора и перемещения плёнки могли осуществлять её обратную перемотку в кассету по окончании ролика. Такой функцией оснащалось большинство приставных моторов фотоаппаратов Nikon F2, Nikon F3 и Canon New F-1. Так, приводы MD-1 и MD-2 для модели F2, а также привод MD-4 для модели F3 оснащались специальной муфтой, вдвигавшейся через отверстие корпуса камеры во фланец кассеты и осуществлявшей быструю перемотку, сокращая время перезарядки фотоаппарата. Аналогичную конструкцию имел привод FN для камеры Canon New F-1. С отказом от приставных моторов в пользу встроенных, моторизованная обратная перемотка стала стандартом для всех фотоаппаратов. Кроме того, большинство профессиональных приводов оснащались собственным дополнительным счётчиком кадров, который можно было настраивать на автоматическое отключение протяжки после любого кадра. Это необходимо для ограничения длины серий при дистанционной съёмке, а также на морозе и в других ситуациях, когда есть опасность обрыва перфорации при автоматическом останове. Кроме перечисленных органов управления, моторные приводы обладали собственной спусковой кнопкой, заменявшей при работе привода спусковую кнопку камеры, а также переключателем режимов протяжки. Переключатель режимов обязательно имел два положения: S (англ. Single shot) для покадровой съёмки и C (англ. Continuous shooting) для непрерывной. В некоторых приводах была возможность плавной или ступенчатой регулировки скорости протяжки плёнки. В современных цифровых фотокамерах этим переключателям соответствует селектор выбора режима Drive Mode.
Первые приставные электроприводы обладали только механическими связями с фотоаппаратом, поэтому интервал между командой на спуск затвора и началом его последующего взвода был фиксирован, и при установке длинных выдержек (как правило, длиннее 1/60 секунды) требовалось включение пониженной скорости с увеличенной задержкой. В противном случае взвод затвора мог начаться раньше окончания выдержки и повредить механизм. Так, приводы MD-1 и MD-2 для камеры Nikon F2 обеспечивали стандартную частоту съёмки 4,3 кадра в секунду в диапазоне выдержек не длиннее 1/125. Для съёмки на более длинных выдержках предусмотрены ещё три пониженных скорости, позволявшие расширить диапазон до 1/60, 1/8 и 1/4 секунды. Установка более длинной выдержки затвора, чем разрешённая, грозила его поломкой. Регулировка скорости протяжки отсутствовала в более дешёвом приводе MD-3, и установка выдержек длиннее 1/80 секунды при серийной съёмке запрещалась инструкцией. Дальнейшее совершенствование приставных моторов привело к появлению их электрической связи с фотоаппаратом, позволив автоматически учитывать длину выдержки. При этом взвод начинался только после замыкания контактов, сигнализирующих об опускании зеркала, исключая поломку и освобождая фотографа от необходимости следить за согласованием выдержки со скоростью протяжки. 
Зависимость частоты съёмки от выдержки с появлением автоматики не изменилась: максимальная скорость обеспечивается до выдержек не длиннее 1/125 секунды, замедляясь при более длинных. Эта зависимость справедлива и для современных цифровых фотоаппаратов, автовзвод затвора которых так же выполняется только после окончания выдержки. Кроме передачи информации о состоянии затвора и зеркала, электрическая связь использовалась для включения экспонометра, а также для подключения систем фотоаппарата к более мощной батарее мотора.

## Цифровые фотоаппараты

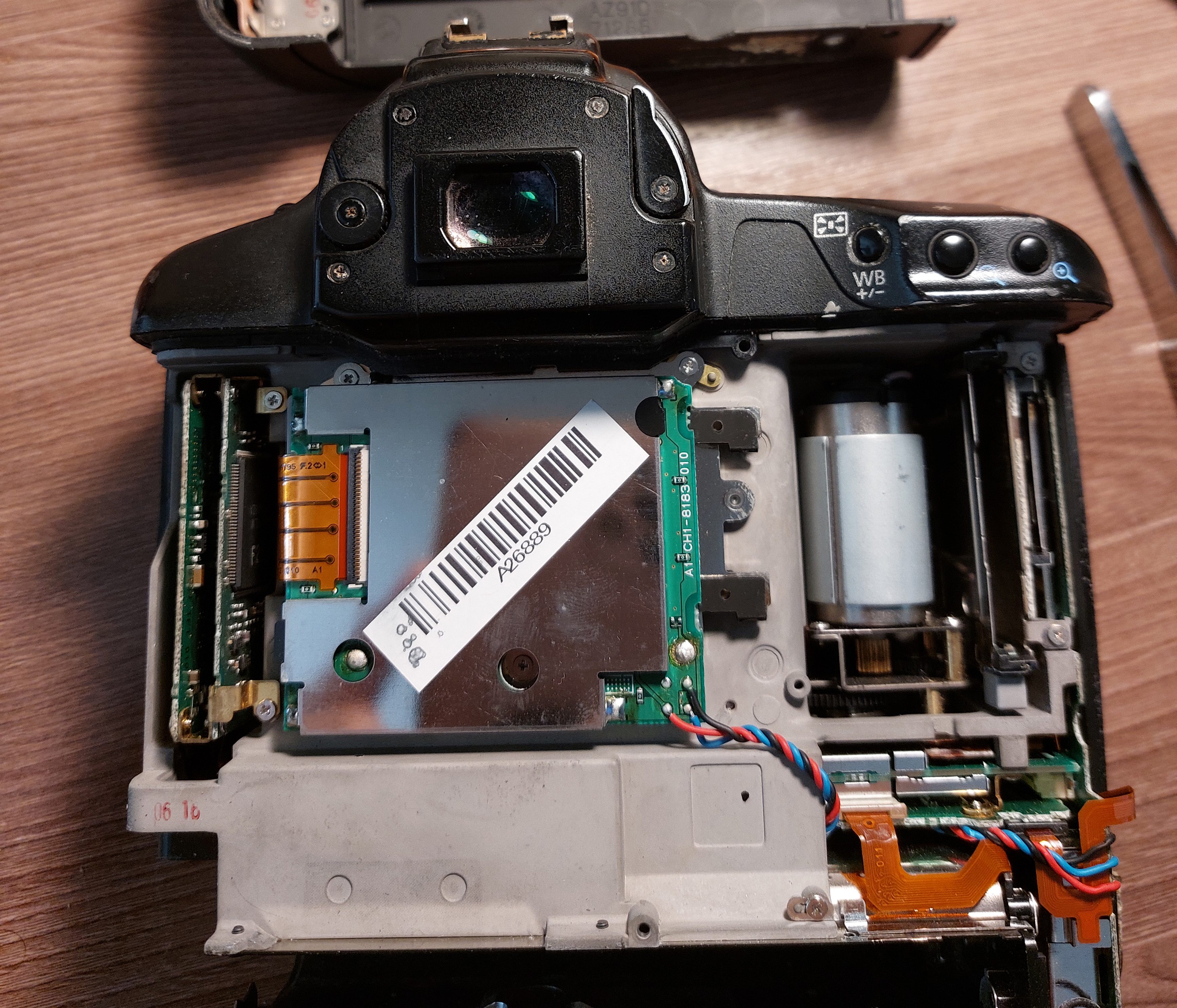
Электропривод затвора цифрового фотоаппарата Canon EOS-1D Mark II (виден справа)

Отсутствие плёнки в цифровом фотоаппарате снижает необходимую мощность электродвигателя, нужного только для взвода затвора и механизма зеркала. При этом, энергозависимость этого типа аппаратуры делает бессмысленным ручной взвод. Как и в плёночных камерах, в цифровых присутствует селектор Drive mode, позволяющий регулировать частоту съёмки и выбирать между покадровым и серийным режимами. В этом же меню, как правило, находится включение автоспуска.
От своих плёночных прототипов цифровая фототехника унаследовала батарейные рукоятки, уже широко применявшиеся на момент начала массового производства цифровых камер. Максимальная частота съёмки цифровых зеркальных фотоаппаратов ограничена инерцией зеркала, не превышая 16 кадров в секунду (Canon EOS-1D X Mark III). Более высокая скорость достигается только при зафиксированном зеркале и выдержках не длиннее 1/250 секунды. Беззеркальные фотоаппараты, способные отрабатывать выдержку регулировкой времени считывания заряда с матрицы, позволяют достигать любой частоты серийной съёмки, которая ограничена только длительностью выдержки. Это же справедливо и для зеркальных фотоаппаратов в режиме Live View.